# Liste der denkmalgeschützten Objekte in Brunn am Gebirge
Die Liste der denkmalgeschützten Objekte in Brunn am Gebirge enthält die 24 denkmalgeschützten, unbeweglichen Objekte der Gemeinde Brunn am Gebirge.

## Denkmäler
| Foto |                 | Denkmal                                                                                     | Standort                                                   | Beschreibung | Metadaten |
| ---- | --------------- | ------------------------------------------------------------------------------------------- | ---------------------------------------------------------- | --- | --- |
| ja   | Datei hochladen | Donatus-Brunnen/Marktbrunnen HERIS-ID: 88313 Objekt-ID: 102871                              | vor Franz Anderle-Platz 1 Standort KG: Brunn am Gebirge    | Spätbarockes Brunnenbecken mit Donatusfigur von Stefan Fasching | BDA-Hist.: Q37725055 Status: § 2a Stand der BDA-Liste: 2025-06-30 Name: Donatus-Brunnen/Marktbrunnen GstNr.: 1637/24 |
| ja   | Datei hochladen | Rathaus, sog. Bründlerhof HERIS-ID: 23960 Objekt-ID: 20332                                  | Franz Anderle-Platz 1 Standort KG: Brunn am Gebirge        | Spätbarocker Bau mit Mansarddach und 1960 ausgebrochenen Arkaden | BDA-Hist.: Q37880476 Status: § 2a Stand der BDA-Liste: 2025-06-30 Name: Rathaus, sog. Bründlerhof GstNr.: 56/1 |
| ja   | Datei hochladen | Altes Rathaus / Gattringer-Wohnhaus HERIS-ID: 23130 Objekt-ID: 19478                        | Franz Anderle-Platz 2 Standort KG: Brunn am Gebirge        | Zweigeschoßiger Bau mit Torturm, im Kern aus dem späten 16. Jahrhundert | BDA-Hist.: Q37874369 Status: § 2a Stand der BDA-Liste: 2025-06-30 Name: Altes Rathaus/ Gattringer-Wohnhaus GstNr.: 56/1 Altes Rathaus, Brunn am Gebirge |
| ja   | Datei hochladen | Wohnhaus HERIS-ID: 26284 Objekt-ID: 22755                                                   | Franz Keim-Gasse 4 Standort KG: Brunn am Gebirge           | Dieses Wohnhaus ist einer der Jugendstilbauten des Architekten Sepp Hubatsch in der Franz-Keim-Gasse. Sie wurden 1902 und in den Folgejahren errichtet. | BDA-Hist.: Q64692049 Status: Bescheid Stand der BDA-Liste: 2025-06-30 Name: Wohnhaus GstNr.: .312, .701 Jugendstilensemble Franz-Keim-Gasse |
| ja   | Datei hochladen | Wohnhaus HERIS-ID: 22808 Objekt-ID: 19153                                                   | Franz Keim-Gasse 6 Standort KG: Brunn am Gebirge           | Dieses Wohnhaus ist einer der Jugendstilbauten des Architekten Sepp Hubatsch in der Franz-Keim-Gasse. Sie wurden 1902 und in den Folgejahren errichtet. | BDA-Hist.: Q64692048 Status: Bescheid Stand der BDA-Liste: 2025-06-30 Name: Wohnhaus GstNr.: .311 Jugendstilensemble Franz-Keim-Gasse |
| ja   | Datei hochladen | Wohnhaus HERIS-ID: 5245 Objekt-ID: 1107                                                     | Franz Keim-Gasse 8 Standort KG: Brunn am Gebirge           | Dieses Wohnhaus ist einer der Jugendstilbauten des Architekten Sepp Hubatsch in der Franz-Keim-Gasse. Sie wurden 1902 und in den Folgejahren errichtet. | BDA-Hist.: Q64692047 Status: Bescheid Stand der BDA-Liste: 2025-06-30 Name: Wohnhaus GstNr.: .310 Jugendstilensemble Franz-Keim-Gasse |
| ja   | Datei hochladen | Wohnhaus HERIS-ID: 88296 Objekt-ID: 102848                                                  | Franz Keim-Gasse 10 Standort KG: Brunn am Gebirge          | Dieses Wohnhaus ist einer der Jugendstilbauten des Architekten Sepp Hubatsch in der Franz-Keim-Gasse. Sie wurden 1902 und in den Folgejahren errichtet. | BDA-Hist.: Q64692056 Status: Bescheid Stand der BDA-Liste: 2025-06-30 Name: Wohnhaus GstNr.: .344 Jugendstilensemble Franz-Keim-Gasse |
| ja   | Datei hochladen | Wohnhaus HERIS-ID: 33716 Objekt-ID: 31435                                                   | Franz Keim-Gasse 12 Standort KG: Brunn am Gebirge          | Dieses Wohnhaus ist einer der Jugendstilbauten des Architekten Sepp Hubatsch in der Franz-Keim-Gasse. Sie wurden 1902 und in den Folgejahren errichtet. | BDA-Hist.: Q64692050 Status: Bescheid Stand der BDA-Liste: 2025-06-30 Name: Wohnhaus GstNr.: .345 Jugendstilensemble Franz-Keim-Gasse |
| ja   | Datei hochladen | Wohnhaus HERIS-ID: 33717 Objekt-ID: 31436                                                   | Franz Keim-Gasse 14 Standort KG: Brunn am Gebirge          | Dieses Wohnhaus ist einer der Jugendstilbauten des Architekten Sepp Hubatsch in der Franz-Keim-Gasse. Sie wurden 1902 und in den Folgejahren errichtet. | BDA-Hist.: Q64692051 Status: Bescheid Stand der BDA-Liste: 2025-06-30 Name: Wohnhaus GstNr.: .362 Jugendstilensemble Franz-Keim-Gasse |
| ja   | Datei hochladen | Wohnhaus, Hubatsch-Haus HERIS-ID: 33718 Objekt-ID: 31437                                    | Franz Keim-Gasse 16 Standort KG: Brunn am Gebirge          | Dieses Wohnhaus ist einer der Jugendstilbauten des Architekten Sepp Hubatsch in der Franz-Keim-Gasse. Sie wurden 1902 und in den Folgejahren errichtet. | BDA-Hist.: Q64692052 Status: Bescheid Stand der BDA-Liste: 2025-06-30 Name: Wohnhaus, Hubatsch-Haus GstNr.: .416 Jugendstilensemble Franz-Keim-Gasse |
| ja   | Datei hochladen | Wohnhaus HERIS-ID: 33719 Objekt-ID: 31438                                                   | Franz Keim-Gasse 18 Standort KG: Brunn am Gebirge          | Dieses Wohnhaus ist einer der Jugendstilbauten des Architekten Sepp Hubatsch in der Franz-Keim-Gasse. Sie wurden 1902 und in den Folgejahren errichtet. | BDA-Hist.: Q64692053 Status: Bescheid Stand der BDA-Liste: 2025-06-30 Name: Wohnhaus GstNr.: .415 Jugendstilensemble Franz-Keim-Gasse |
| ja   | Datei hochladen | Wohnhaus HERIS-ID: 33720 Objekt-ID: 31439                                                   | Franz Keim-Gasse 20 Standort KG: Brunn am Gebirge          | Dieses Wohnhaus ist einer der Jugendstilbauten des Architekten Sepp Hubatsch in der Franz-Keim-Gasse. Sie wurden 1902 und in den Folgejahren errichtet. | BDA-Hist.: Q64692054 Status: Bescheid Stand der BDA-Liste: 2025-06-30 Name: Wohnhaus GstNr.: .414 Jugendstilensemble Franz-Keim-Gasse |
| ja   | Datei hochladen | Wohnhaus HERIS-ID: 33721 Objekt-ID: 31440                                                   | Franz Keim-Gasse 22 Standort KG: Brunn am Gebirge          | Dieses Wohnhaus ist einer der Jugendstilbauten des Architekten Sepp Hubatsch in der Franz-Keim-Gasse. Sie wurden 1902 und in den Folgejahren errichtet. | BDA-Hist.: Q64692055 Status: Bescheid Stand der BDA-Liste: 2025-06-30 Name: Wohnhaus GstNr.: .413 Jugendstilensemble Franz-Keim-Gasse |
| ja   | Datei hochladen | Pfarrhof / ehem. Zechhof HERIS-ID: 49575 Objekt-ID: 53432                                   | Kirchengasse 9 Standort KG: Brunn am Gebirge               | Zweigeschoßiges Gebäude mit klassizistischer Obergeschoßfassade, im Kern aus dem 16. Jahrhundert, um 1800 umgebaut | BDA-Hist.: Q38034684 Status: § 2a Stand der BDA-Liste: 2025-06-30 Name: Pfarrhof/ ehem. Zechhof GstNr.: .115 |
| ja   | Datei hochladen | Kath. Pfarrkirche hl. Kunigunde und ehemalige Friedhofsfläche HERIS-ID: 4487 Objekt-ID: 332 | bei Kirchengasse 9 Standort KG: Brunn am Gebirge           | Die der heiligen Kunigunde geweihte gotische Kirche wurde über einer spätromanischen Chorquadratkirche in mehreren Bauphasen ab der ersten Hälfte des 14. Jahrhunderts errichtet. 1855/56 erfolgte eine Renovierung und ein Umbau sowie ein Neubau des Turmes. Eine weitere Renovierung und Umgestaltung führte Gustav von Neumann in den Jahren 1897 bis 1900 durch. | BDA-Hist.: Q15124664 Status: § 2a Stand der BDA-Liste: 2025-06-30 Name: Kath. Pfarrkirche hl. Kunigunde und ehemalige Friedhofsfläche GstNr.: .93, 1637/15 Pfarrkirche Brunn am Gebirge |
| ja   | Datei hochladen | Bürgerhaus HERIS-ID: 33722 Objekt-ID: 31441                                                 | Leopold Gattringer-Straße 32 Standort KG: Brunn am Gebirge | Zweigeschoßiges Wohnhaus mit gebänderter Erdgeschoßfassade um 1800 | BDA-Hist.: Q37953552 Status: Bescheid Stand der BDA-Liste: 2025-06-30 Name: Bürgerhaus GstNr.: .124 |
| ja   | Datei hochladen | Heimathaus/Gliedererhof HERIS-ID: 33723 Objekt-ID: 31442                                    | Leopold Gattringer-Straße 34 Standort KG: Brunn am Gebirge | Gotisches Ackerbürgerhaus aus dem 15. Jahrhundert, im 19. Jahrhundert Wohnung von Rudolf Steiner | BDA-Hist.: Q37953562 Status: Bescheid Stand der BDA-Liste: 2025-06-30 Name: Heimathaus/Gliedererhof GstNr.: .125 Gliedererhof, Brunn am Gebirge |
| ja   | Datei hochladen | Ehem. Weinhauerhof, sog. Altes Rathaus HERIS-ID: 88330 Objekt-ID: 102891seit 2013           | Leopold Gattringer-Straße 35 Standort KG: Brunn am Gebirge | Gebäude mit historistischer Fassade | BDA-Hist.: Q37725140 Status: Bescheid Stand der BDA-Liste: 2025-06-30 Name: Ehem. Weinhauerhof, sog. Altes Rathaus GstNr.: .24 |
| ja   | Datei hochladen | Winzerhaus HERIS-ID: 88329 Objekt-ID: 102890                                                | Leopold Gattringer-Straße 37 Standort KG: Brunn am Gebirge | Gebäude mit segmentbogigem Einfahrtstor, im Kern aus dem 15. Jahrhundert | BDA-Hist.: Q37725118 Status: Bescheid Stand der BDA-Liste: 2025-06-30 Name: Winzerhaus GstNr.: .23 |
| ja   | Datei hochladen | Josefsheim, ehemaliger Thurnhof HERIS-ID: 40622 Objekt-ID: 40596                            | Leopold Gattringer-Straße 42 Standort KG: Brunn am Gebirge | Zweigeschoßiges Gebäude, im Kern aus dem 15./16. Jahrhundert mit gequadertem Rundbogentor | BDA-Hist.: Q37995509 Status: Bescheid Stand der BDA-Liste: 2025-06-30 Name: Josefsheim, ehemaliger Thurnhof GstNr.: .129 |
| ja   | Datei hochladen | Paltramhof HERIS-ID: 33724 Objekt-ID: 31443                                                 | Leopold Gattringer-Straße 54 Standort KG: Brunn am Gebirge | Im Kern mittelalterliches Ackerbürgerhaus mit Hoflauben im Inneren | BDA-Hist.: Q37953575 Status: Bescheid Stand der BDA-Liste: 2025-06-30 Name: Paltramhof GstNr.: 459/1 |
| ja   | Datei hochladen | Annenhof HERIS-ID: 56482 Objekt-ID: 65941                                                   | Leopold Gattringer-Straße 63 Standort KG: Brunn am Gebirge | Dreiflügelbau aus dem 17. Jahrhundert mit Ecktürmchen und 1776 angelegtem Garten | BDA-Hist.: Q38072717 Status: Bescheid Stand der BDA-Liste: 2025-06-30 Name: Annenhof GstNr.: 11/1, .10 |
| ja   | Datei hochladen | Siedlung der Linearbandkeramik HERIS-ID: 112194 Objekt-ID: 130266                           | Wolfsholz Standort KG: Brunn am Gebirge                    | Archäologische Ausgrabungsstätte einer linearbandkeramischen Siedlung. Bei Grabungen in den Jahren 1997 und 1998 wurden insgesamt 46 Gräber aus der Langobardenzeit entdeckt und erfasst. Für dieses Gebiet sind weiters 73 Langhäuser dokumentiert, die in Grabungen ab 1989 erforscht wurden.                                                                       | BDA-Hist.: Q37829389 Status: Bescheid Stand der BDA-Liste: 2025-06-30 Name: Siedlung der Linearbandkeramik GstNr.: 1265/1, 1266/1, 1267/1, 1268/1, 1270/1, 1271/1, 1279/1, 1281/1, 1283/1, 1284/1, 1285/1, 1288/1, 1294/1, 1295/1, 1295/3, 1298/1, 1301/1, 1327/3 Siedlung der Linearbandkeramik, Brunn am Gebirge |
| ja   | Datei hochladen | Teil der I. Wiener Hochquellenwasserleitung HERIS-ID: 111378 Objekt-ID: 129210              | Standort KG: Brunn am Gebirge                              | Die I. Wiener Hochquellenwasserleitung ist ein Teil der Wiener Wasserversorgung und war die erste Versorgung von Wien mit einwandfreiem Trinkwasser. Nach vierjähriger Bauzeit wurde die 95 Kilometer lange Leitung am 24. Oktober 1873 eröffnet. Sichtbares Zeugnis der Hochquellenwasserleitung auf Gemeindegebiet ist der abgebildete Einsteigturm 46.             | BDA-Hist.: Q64765590 Status: Bescheid Stand der BDA-Liste: 2025-06-30 Name: Teil der 1. Wiener Hochquellenleitung GstNr.: 534/2 |